# 阿列克谢·格里戈里耶维奇·博布林斯基
阿列克谢·格里戈里耶维奇·博布林斯基（俄语：Алексе́й Григо́рьевич Бо́бринский，1762年4月11日（22日）—1813年6月20日（7月2日））是俄国沙皇叶卡捷琳娜二世的次子，生父为格里戈里·格里戈里耶维奇·奥尔洛夫，长大后为俄国少将军官，是俄罗斯博布林斯基家族的创始人。